# Kvarnåsen

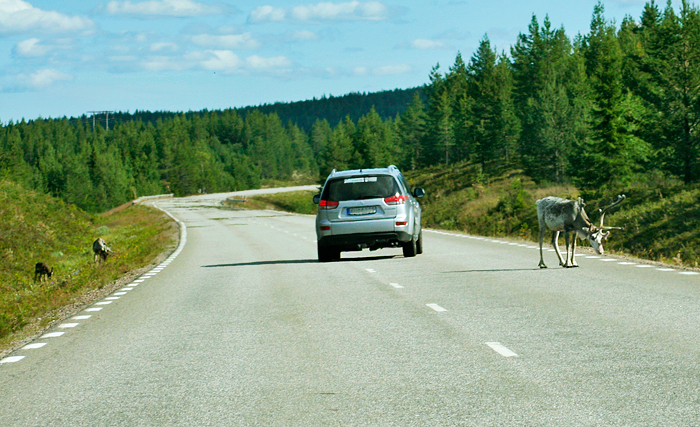
Renar är en vanlig syn på vägarna runt Kvarnåsen

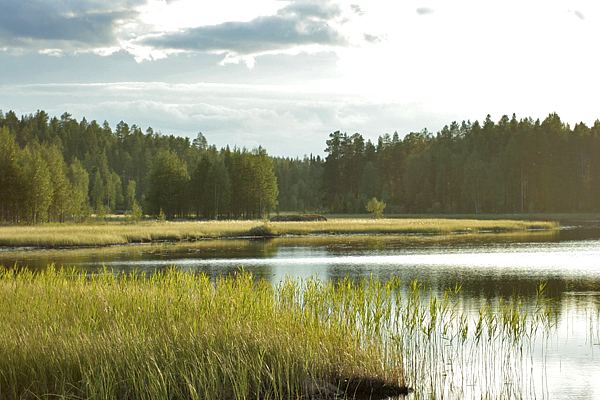
Lill-Raggsjön

Kvarnåsen är en by i Norsjö kommun. Byn ligger vid länsväg 365 mellan Norsjö och Lycksele. Kvarnåsen är belägen mellan de två sjöarna Stor- och Lill-Raggsjön och har en å rinnande genom sig vid namn Åman, som sedan rinner ut i Vindelälven.

## Samhället
I byn finns fanns tidigare en livsmedelsaffär, som ursprungligen startades 1920 och som innehöll ett lanthandlarmuseum.. Samhållet har två bagerier.[källa behövs]
Kvarnåsens SK bildades 1948, idrottsplatsen Kvarnvalla anlades 1950. Fotbollslaget höll på fram till 1979. Sen lades klubben ned på grund av spelarbrist. Idrottsplatsen överlevde till början av 2000-talet då den åter lämnades till naturen. Östtysklands fotbollslandslag tränade i början av 80-talet på Kvarnvalla under sin Norrlandsturné då de bl.a. mötte Norsjö IF och IFK Luleå

## Evenemang
Helgen efter midsommar anordnas varje år Kvarnåsenträffen, ett arrangemang med musik och aktiviteter.